# Jerónimo de Nosti y Valdés
Jerónimo de Nosti y Valdés (Gijón, (Astúries), 1646 - L'Havana (Cuba), 29 de març, 1729) va ser un religiós espanyol, vint-i-sisè bisbe de Cuba. Es va dedicar a la construcció d'esglésies i de diverses institucions benèfiques com el que és avui dia la Casa de Maternitat i Beneficència de l'Havana.
Fou un religiós que seguí l'orde de Sant Basili el Gran (Basilians); catedràtic de la Universitat d'Alcalá; qualificador de la Suprema Inquisició i abat del seu Orde, va ser nomenat el 1705 bisbe de Puerto Rico; però abans d'arribar a prendre possessió d'aquesta mitra fou designat bisbe de Cuba, on va succeir Diego Evelino Hurtado de Compostela. Desembarcà a l'illa el 1706, i fou un digne continuador de l'obra del seu antecessor.
Va fundar l'Hospital de Sant Isidre de l'Havana, l'església de Pinar del Río, el monestir de Santa Teresa, la Casa Bressol, el Seminari de Sant Basili el Gran de Santiago de Cuba, etc., fent a més, molts donatius de la butxaca particular per a aquestes i altres obres. Fou sepultat a la capella major de la parròquia de l'esperit Sant de l'Havana, el temple del qual ell havia fet reedificar. Com era usual a l'època, va ser enterrat a terra, prop del presbiteri, sense que s'aixequés un monument funerari visible, per això més de dos segles després i havent patit el lloc certes transformacions, ningú recordés la presència d'aquesta sepultura allà. El 1936, durant la celebració d'un bateig a l'Església de l'Esperit Sant, una part de la concurrència es va amuntegar sobre aquell lloc i el pis va cedir i per sorpresa de tots, va aparèixer l'esquelet del prelat, abillat amb els paraments episcopals. Es va decidir llavors col·locar un vidre sobre el sepulcre, de manera que era possible satisfer la curiositat de tots el que concorrien a presenciar la macabra troballa.
A mitjans dels anys 50 va ser nomenat rector de l'Esperit Sant el prevere Ángel Gaztelu, poeta molt vinculat amb els escriptors i artistes del Grup Orígens i coneixedor d'art religiós. A partir de 1958 va fer diverses reformes al temple per eliminar addicions anacròniques i tornar al lloc la bellesa de la seva arquitectura colonial. Va semblar a Gaztelu indecorosa l'exhibició de les restes de Valdés i va demanar a l'escultor Alfredo Lozano Peiruga que creés un sepulcre adequat per a aquest.